# Firas Al-Rifaei
Firas Ali Khaled Al-Rifaei (ur. 8 czerwca 1979) – syryjski zapaśnik walczący w stylu wolnym. 
Jedenasty na mistrzostwach świata w 2007. Siódmy na igrzyskach azjatyckich w 2002; dziewiąty w 2006; dwunasty w 2014 i czternasty w 2010. Brązowy medalista mistrzostw Azji w 2008. Wicemistrz igrzysk śródziemnomorskich w 2001, 2005 i 2009 i siódmy w 2013. Zwycięzca igrzysk panarabskich w 2004. Mistrz Arabski w 2010. Wicemistrz mistrzostw śródziemnomorskich w 2014. Wicemistrz świata wojskowych w 2006 roku.